# Un été français
Singles de Indochine
La vie est belle
(2017) Station 13
(2018)
Un été français est une chanson du groupe de musique français Indochine. Il s'agit du deuxième single du treizième album du groupe, 13.
Le maxi-single est disponible dans plusieurs formats (CD, vinyle et cassette audio).

## Thème
La chanson évoque principalement la montée du Front national dans les sondages, et son passage au second tour de l'élection présidentielle française de 2017. 
La pochette du single évoque le drapeau français, avec un logo dessus.
Mais les paroles font aussi référence aux attentats du 13 novembre 2015 en France, le "vendredi noir". Par contraste, le chanteur se met à la place de quelqu'un qui "rêve d'un été français où rien ne pourra [lui] arriver".

## Clip
Le clip a été tourné sur le toit de l'Arche de la Défense à Puteaux montrant ainsi plusieurs plans du quartier de la Défense.

## Liste des titres
| 1. | Un été français                                        | Nicola Sirkis, Olivier Gérard                            | 5:26 |
| 2. | Un été français (instrumental)                         | Nicola Sirkis, Olivier Gérard                            | 5:26 |
| 3. | Un été français (Joachim Garraud & Ridwello Remix)     | Nicola Sirkis, Olivier Gérard, Joachim Garraud, Ridwello | 5:09 |
| 4. | Un été français (Joachim Garraud & Ridwello DUB Remix) | Nicola Sirkis, Olivier Gérard, Joachim Garraud, Ridwello | 5:05 |

## Classements hebdomadaires
| Classement (2017)                       | Meilleure position |
| --------------------------------------- | ------------------ |
| Belgique (Wallonie Ultratop 50 Singles) | 12                 |
| Belgique (Wallonie Ultratop 50 Airplay) | 9                  |
| France (SNEP ventes)                    | 1                  |
| France (SNEP téléchargements)           | 33                 |